# Werner Neugebauer (Archäologe)
Werner Neugebauer (* 16. Oktober 1908 in Anklam; † 4. Februar 2002 in Lübeck) war ein deutscher Archäologe.

## Leben und Werk
Neugebauer war der Sohn eines Verlags- und Druckereibesitzers und wuchs ab 1912 in Cottbus auf, wo er das humanistische Friedrich-Wilhelm-Gymnasium besuchte. Nach dem Abitur 1927 begann er an der Universität Breslau mit dem Studium der Germanistik und Geschichte. Als 1928 sein Vater starb und die väterliche Druckerei aufgelöst wurde, wechselte er zunächst zu evangelischer Theologie und ab 1931 zu klassischer und vorgeschichtlicher Archäologie und Geschichte. Während des Studiums nahm er an ersten Ausgrabungen teil. 1934 wurde er zum Dr. phil. promoviert; Thema seiner Dissertation war Der Handel in der Steinzeit Schlesiens. Anschließend war er am Städtischen Museum in Elbing tätig, wo er seit dem 1. April 1935 als Museumsassistent fest angestellt war. Als dessen Direktor Bruno Ehrlich 1938 in den Ruhestand ging, übernahm Neugebauer die Leitung des Museums und wurde 1939 zu dessen Direktor ernannt.
Zu Beginn des Zweiten Weltkriegs wurde Neugebauer zum Kriegsdienst einberufen, den er aus gesundheitlichen Gründen in Heimatverwendungen leistete. 1945 wurde er bei Straßenkämpfen in Elbing verwundet und kam in ein Lazarett nach Lübeck. Nach der Entlassung aus dem Lazarett im Juni 1945 fand er zunächst Verwendung bei den Bergungsarbeiten von Exponaten in den Ruinen des beim Luftangriff auf Lübeck am 29. März 1942 zerstörten Dommuseums und von Kunstgegenständen in der ebenfalls schwer beschädigten Lübecker Marienkirche. 1946 wurde er als Museumspraktikant in Lübeck angestellt, um die Reste der prähistorischen Sammlung des Dommuseums zu sichten. Ab 1948 leitete er die Notgrabungen, die vor dem Wiederaufbau der zerstörten Häuser der Lübecker Altstadt erforderlich wurden. 1952 wurde er Abteilungsleiter am Museum. Ab 1953 leitete er die Ausgrabungen in Alt-Lübeck, die 1947 von polnischen Archäologen unter Beteiligung Neugebauers begonnen worden waren. 1963 wurde Neugebauer zum ersten Leiter des neu eingerichteten Amtes für Vor- und Frühgeschichte berufen und war in dieser Funktion verantwortlich für die Lübecker Bodendenkmalpflege. 1970 wurde er zum Senatsdirektor ernannt, 1973 trat er in den Ruhestand. Sein Nachfolger wurde Günter P. Fehring.
Während der Zeit seiner Tätigkeit wurde Lübeck zu einer deutschen „Metropole der Mittelalterarchäologie“. Auch nach seiner Pensionierung war Neugebauer vielfach publizistisch und beratend tätig; so beriet er das Amt für Kultur bei Ausstellungen und Publikationen und war wissenschaftlicher Berater bei der Aufstellung des Heinrich-der-Löwe-Denkmals in Lübeck. Seit 1982 war er Mitglied der Historischen Kommission für ost- und westpreußische Landesforschung.
Neugebauer war seit 1935 mit der Historikerin und Archäologin Helene Krahmer (1910–1978) verheiratet, die an seiner Arbeit mitwirkte. Der Ehe entstammten zwei Kinder.

## Auszeichnungen
- 1974: Denkmünze der Gesellschaft zur Beförderung gemeinnütziger Tätigkeit in Silber
- 1979: Ehrenmitglied des Vereins für Lübeckische Geschichte und Altertumskunde
- 1982: Verleihung der Schleswig-Holstein-Medaille
- 1988: Golddukaten der Hansestadt Lübeck und Denkmünze der Gesellschaft zur Beförderung gemeinnütziger Tätigkeit in Gold

## Veröffentlichungen

### Archäologie und Geschichte Lübecks
- Das unterirdische Lübeck, Westphal, Wolfshagen-Scharbeutz 1951
- Von alter Lübscher Sparsamkeit, Schmidt-Römhild, Lübeck 1959
- (Hrsg.): Ernst Deecke: Lübische Geschichten und Sagen, 7. Auflage (1956) und 8. Auflage (1963), Schmidt-Römhild, Lübeck
- Conrad Neckels: Lübeck, Königin der Hanse. Bilder aus der Geschichte einer Stadt, bearbeitet von Werner Neugebauer. Lübecker Nachrichten, Lübeck 1964
- Schutt und Scherben, Schmidt-Römhild, Lübeck 1998

### Wander- und Naturführer
- Parken und Wandern im schönen Holstein, 5. Auflage, LN-Verlag, Lübeck 1980
- Naturpark Lauenburgische Seen, 4. Auflage, LN-Verlag, Lübeck 1978
- Schönes Schleswig-Holstein, LN-Verlag, Lübeck 1978
- Beiderseits der Vogelfluglinie, 2. Auflage, LN-Verlag, Lübeck 1971
- Parken und Wandern zwischen Kiel und Flensburg, LN-Verlag, Lübeck 1972
- Schönes Holstein, 4. Auflage, Verlag Lübecker Nachrichten, Lübeck 1967

### Sonstige
- Der Handel in der Steinzeit Schlesiens. Berlin 1938 (Sonderdruck aus: Prähistorische Zeitschrift 1937), zugleich Breslau, Phil. Diss., 1938
- Von Truso nach Elbing, Truso-Verlag, Bremerhaven, Münster (Westfalen) 1975